# تپه شاوه شماره ۳
تپه شاوه شماره ۳ مربوط به عصر مفرغ - عصر آهن - سده‌های اولیه و میانه دوران‌های تاریخی پس از اسلام است و در شهرستان کبودرآهنگ، بخش مرکزی، دهستان سبزدشت، روستای شاوه واقع شده و این اثر در تاریخ ۷ اسفند ۱۳۸۶ با شمارهٔ ثبت ۲۱۵۸۳ به‌عنوان یکی از آثار ملی ایران به ثبت رسیده است.